# Matías Núñez
Matías Adrián Núñez (Posadas, provincia de Misiones, Argentina, 9 de octubre de 2000) es un futbolista argentino. Juega de volante y su equipo actual es Carabobo Fútbol Club, de la Primera División de Venezuela.

## Carrera

### Racing Club
Núñez llegó a Racing Club en 2017 desde Posadas, capital de la provincia de Misiones, a más de mil kilómetros de distancia. Fue parte del banco de suplentes de Primera el 28 de noviembre de 2020 en la victoria 1-0 sobre Unión de Santa Fe, aunque no llegó a debutar. Sucedió lo mismo en otras cinco oportunidades.

### Agropecuario
Sin debutar en la Academia, Núñez fue prestado a Agropecuario, equipo de la Primera Nacional. Debutó en el Sojero el 18 de febrero de 2022 en la derrota por 0-1 contra Estudiantes de Río Cuarto.

## Estadísticas

### Clubes
- Actualizado hasta el 2 de octubre de 2022.

| Racing Club Argentina | 1.ª                 | 2020                | -  | - | 0 | 0 | 0 | 0 | 0  | 0 | 0,00 |
| Racing Club Argentina | 1.ª                 | 2021                | 0  | 0 | 0 | 0 | 0 | 0 | 0  | 0 | 0,00 |
| Racing Club Argentina | Total club          | Total club          | 0  | 0 | 0 | 0 | 0 | 0 | 0  | 0 | 0,00 |
| Agropecuario Argentina | 2.ª                 | 2022                | 27 | 0 | 1 | 0 | - | - | 28 | 0 | 0,00 |
| Agropecuario Argentina | Total club          | Total club          | 27 | 0 | 1 | 0 | - | - | 28 | 0 | 0,00 |
| Total en su carrera | Total en su carrera | Total en su carrera | 27 | 0 | 1 | 0 | 0 | 0 | 28 | 0 | 0,00 |
| (1) Las copas nacionales se refiere a la Copa Argentina y la Copa de la Liga Profesional. (2) Las copas internacionales se refiere a la Copa Libertadores y a la Copa Sudamericana. (3) Media de goles por encuentro. No incluye goles en partidos amistosos. |                     |                     |    |   |   |   |   |   |    |   |      |